# Cathédrale de la Sainte-Famille de Czestochowa
Cette  cathédrale n’est pas la seule cathédrale de la Sainte-Famille.
La cathédrale de la Sainte-Famille (en polonais : Bazylika archikatedralna Świętej Rodziny) à Częstochowa en Pologne, est une église catholique construite de 1901 à 1927. Depuis 1992, elle est la cathédrale de l'archidiocèse catholique de Częstochowa. Dédiée à la Sainte Famille, elle porte le titre de basilique mineure depuis le 22 juin 1962 et elle est protégée en tant que monument culturel

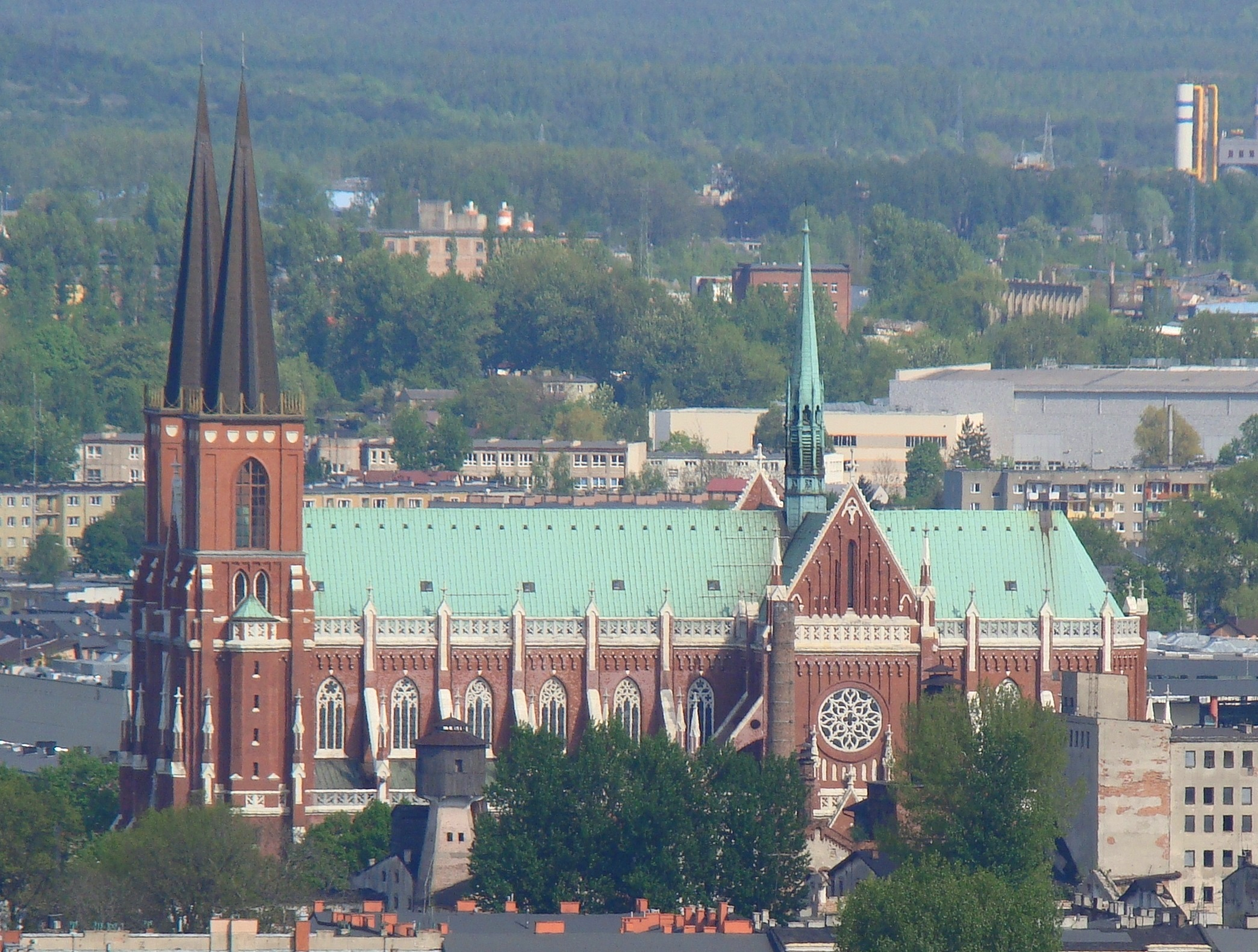
Vue générale.

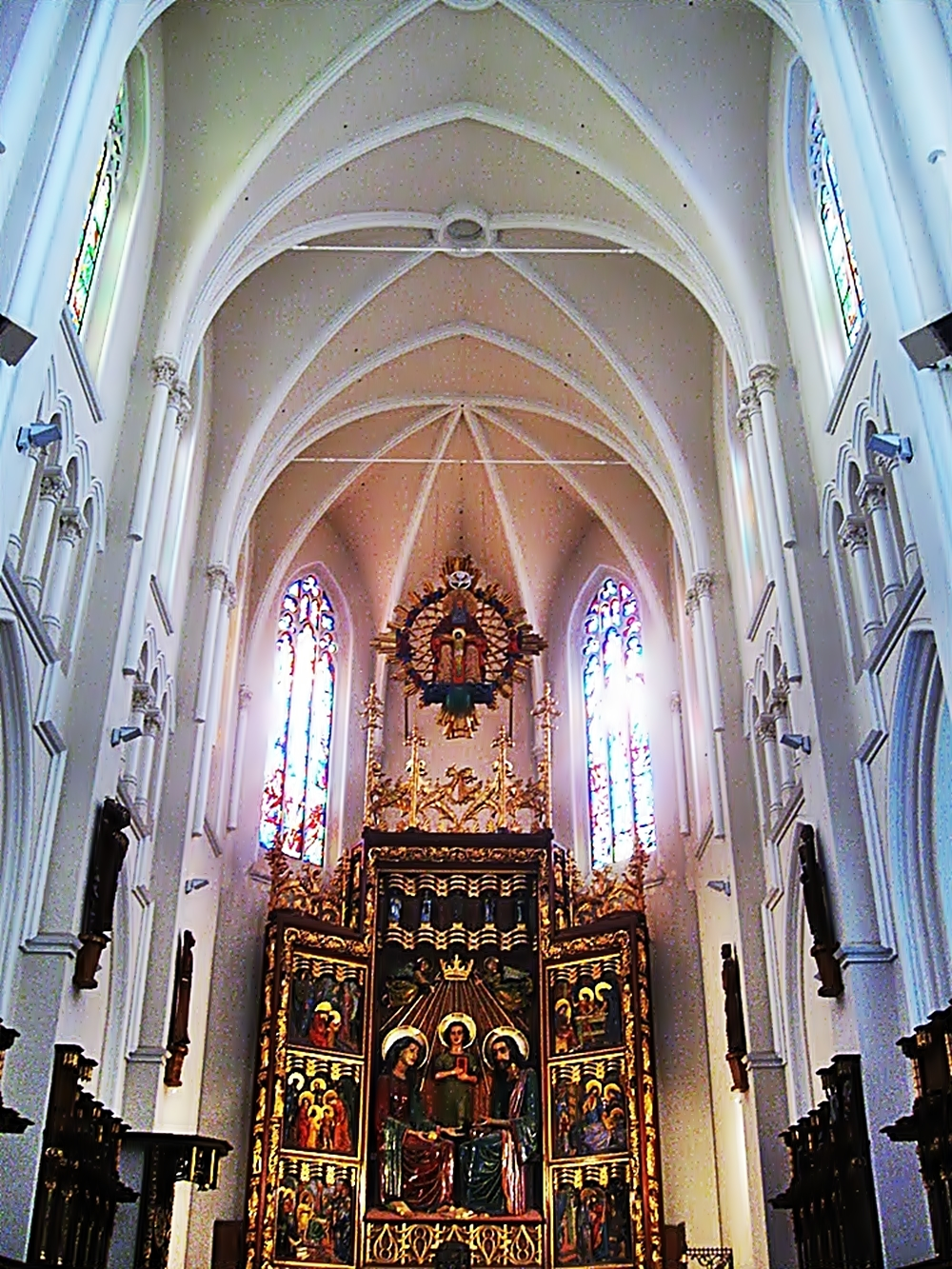
L'abside.

## Source
- (de) Cet article est partiellement ou en totalité issu de l’article de Wikipédia en allemand intitulé « Kathedrale von Częstochowa » (voir la liste des auteurs).

### Articles liés
- Liste des cathédrales de Pologne
- Archidiocèse de Częstochowa